# Göttern
Göttern ist ein Ortsteil von Magdala im Landkreis Weimarer Land in Thüringen.

## Geografie
Der Ort Göttern liegt östlich von Magdala und direkt an der südlich vorüberführenden Bundesautobahn 4 in einer muldenartigen Tallage zwischen dem Gelände des Steinhügels und den Zimmritzer Anhöhen bei 285 m NN. Das Flüsschen Magdel quert den Ort und fließt in die Ilm. Die Landesstraße 2161 führt durch den Ort. Südlich des Ortes trifft die im Jenaer Raum verlegte A 4 durch den Jagdbergtunnel wieder auf die ehemalige Strecke.

## Geschichte
822–842 ist in den Akten die Ersterwähnung des Dorfes urkundlich nachgewiesen. Das Dorf war und ist landwirtschaftlich geprägt. Seit der Wiedervereinigung wurde eine Neubausiedlung geschaffen, sodass im Ort heute 400 Bürger wohnen.

## Kirche
- Dorfkirche Göttern